# Dorchester County (Maryland)
Dorchester County is een county in de Amerikaanse staat Maryland.
De county heeft een landoppervlakte van 1.444 km² en telt 30.674 inwoners (volkstelling 2000). De hoofdplaats is Cambridge.

## Bevolkingsontwikkeling

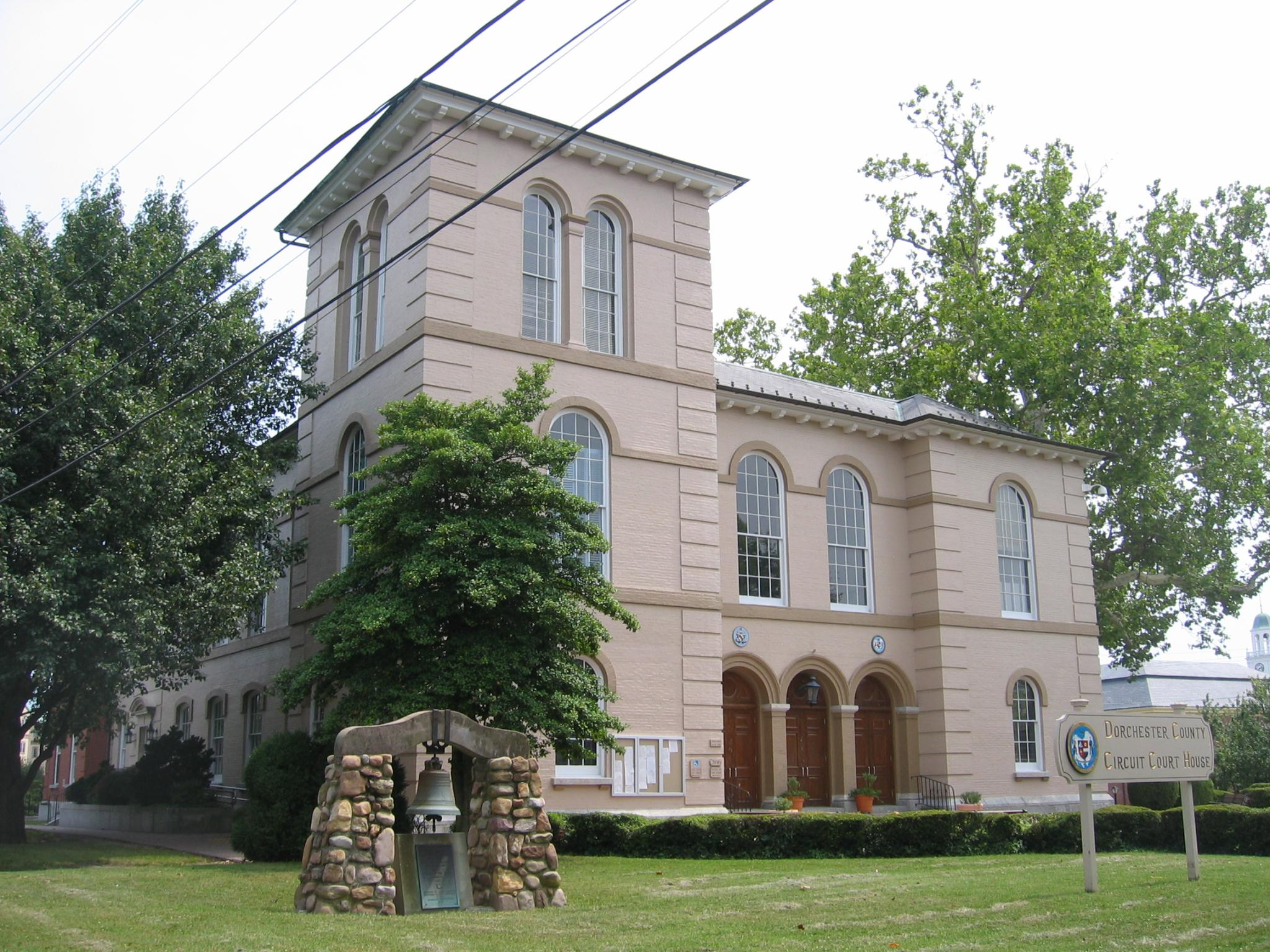
Dorchester County Courthouse